# フリードリヒ大王のセクシュアリティ

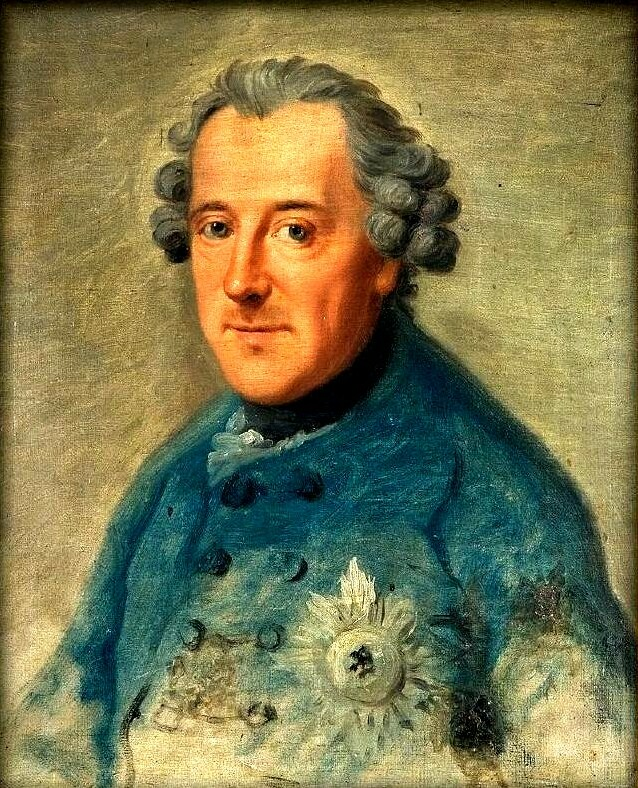
51歳のフリードリヒ大王の肖像スケッチ、ツィーゼニス画、1763年

プロイセンのフリードリヒ2世大王が主として同性愛者であり、男性同性愛の性的指向が王の生活の中心にあったことはほぼ確実だとされる。しかし一方で、王が実際に持った性交渉の実態については推論の域を出ていないままである。フリードリヒは政略結婚の相手と子を作ることはなく、甥に王位を継がせた。王がそばに置いていた廷臣は全員が男性であり、王の美術収集品の中にはホモエロティシズムを称揚するものも存在した。王の存命中、王の同性愛行為に関する噂が全ヨーロッパ規模で広まっていたものの、王は同性相手にせよそうでないにせよ、自分の性行為の決定的な証拠をほとんど残さなかった。しかし1750年7月、フリードリヒはゲイの秘書で朗読係のクロード・エティエンヌ・ダルジェ（Claude Étienne Darget）に宛てて、「僕のいぼ痔は君の逸物を喜んで歓迎するよ（“Mes hémorroïdes saluent affectueusement votre v…”）」とあからさまに書き、この記録は王が男性と性行為に及んでいたことを強く傍証するものとなった。ただし王は老年期に入ってから、自分の性的経験に照らし合わせると、アナルセックスで受け身側に回るのは「それほど快感ではない」ので勧めないと、甥に手紙で助言をしている。王が性的対象として男性を渇望していたことは同時代の著名人たちの証言からも明白であり、ヴォルテールとジャコモ・カサノヴァは王と個人的に親しく、同時に王の性的な好みも把握していた。ヴォルテールは大王に「リュック（Luc）」というあだ名をつけたが、これはフランス語の民衆俗語で「肛門」または「尻」をさす「キュ（cul）」の倒語であった。フリードリヒは一度、晩餐会の最中に「半径10マイル以内にいる醜女どもの悪臭」を呪う女性嫌悪的な罵声を放ち、場を凍り付かせたこともある。
歴史学者たちが王の死後数百年にわたり論じることを拒絶してきたフリードリヒ大王のセクシュアリティは、ヴァイマル共和国期の最初期の同性愛運動における出版物で初めて本格的に取り扱われた。この時期の男性同性愛者は王を自分たちの存在を正当化する隠れ蓑にしたり、同性愛者でも有能な為政者になりうる例として王を称揚したりした。

## 男性と性交渉を持った可能性

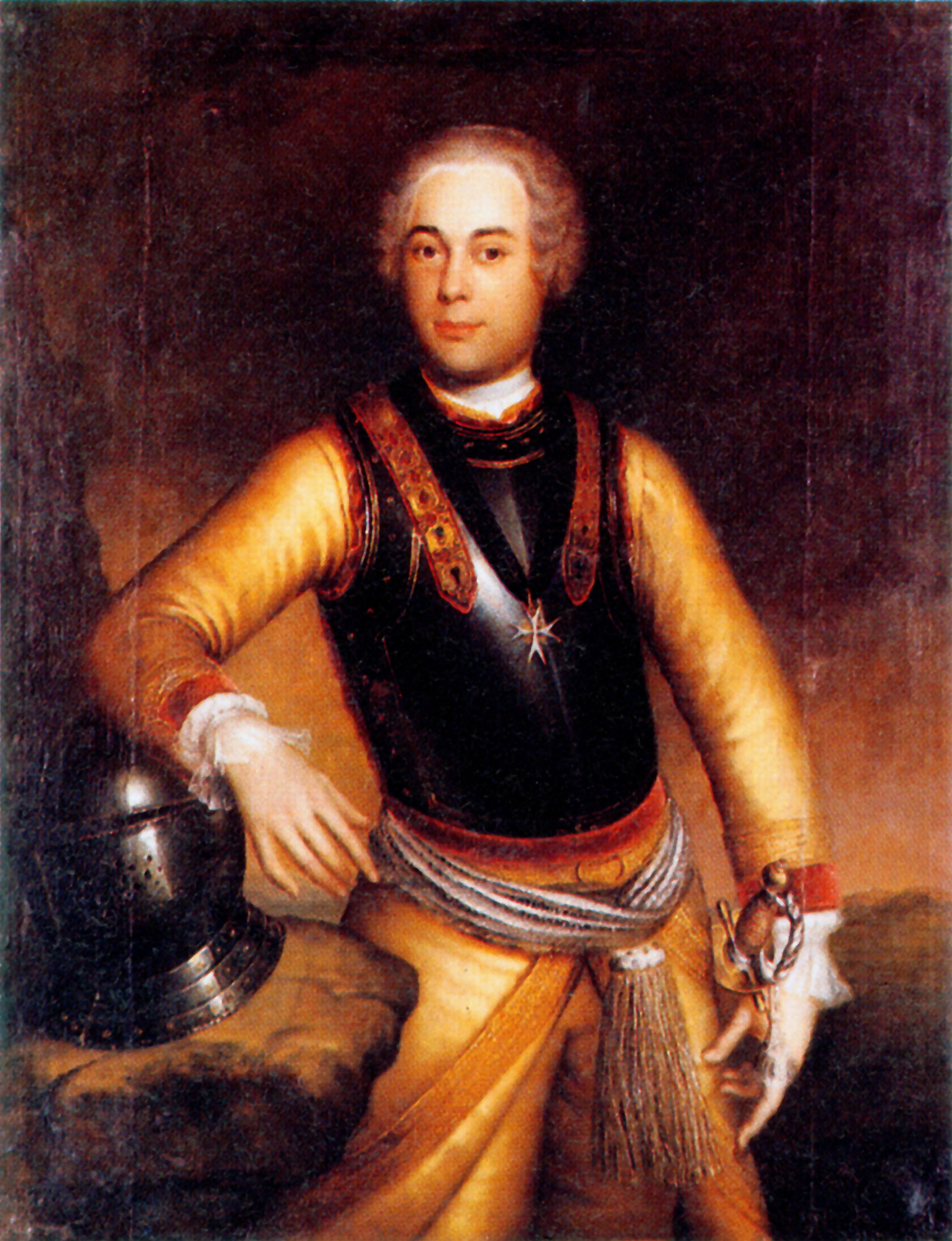
カッテ

ごく若い頃、王太子時代のフリードリヒはすでに、相談相手であった陸軍中将フリードリヒ・ヴィルヘルム・フォン・グルンプコウに対して、自分は女性に性的魅力を感じることがほとんどなく、したがって結婚生活をイメージすることは極めて難しいと告白している。16歳の時、フリードリヒは父王の小姓で、1歳年上のペーター・カール・クリストフ・フォン・キースと初めての男性間性行為を体験したとみられる。王太子の初体験の噂は宮廷中に広まり、2人の少年のあまりの「いちゃつきぶり」に、王太子の姉ヴィルヘルミーネは次のような苦言を呈した：「彼［弟王太子］は、その地位を考慮すればおよそ適切とはいえない馴れ馴れしい言葉を使って、件の小姓に語りかけていることに嫌でも気づかされました。［2人の］いちゃつきぶりは私の考える友情の域をはるかに超えています」。噂はついに、日頃から宮廷を超男性主義的な方向に変えようと努め、息子の女性的な傾向に閉口している父王フリードリヒ・ヴィルヘルム1世の耳に届いた。キースは小姓の任を解かれてネーデルラント国境地帯に駐屯する連隊へ厄介払いされ、フリードリヒは「自分の犯した罪を悔悟させるため」父王のお気に入りの居館ケーニヒス・ヴスターハウゼン城で蟄居させられた。フリードリヒ・ヴィルヘルム1世はフリードリヒとハンス・ヘルマン・フォン・カッテとの関係をも男性間の恋愛と見なしていたふしがあり、その疑惑ゆえにカッテを極刑に処した可能性がある。
カッテ事件のあとキュストリン要塞で蟄居を強いられたフリードリヒは、同地でミヒャエル・ガブリエル・フレーダースドルフと親密な友情を育て、ロマンティックな手紙のやり取りをし、頻繁に彼に対する気遣いを示した。フレーダースドルフは初めフリードリヒの従者となり、王の即位後は所領をあてがわれて何でも屋の腹心をしていたが、一部の人々の目には非公式の宰相の役目をしているように映っていた。1789年、フリードリヒの庭園監理官・宮廷首席建築家だったハインリヒ・ルートヴィヒ・マンガーは、フレーダースドルフのことを「あの頃の王の最愛の人だった」と述懐している。歴史家のエヴァ・ジェブラ（Eva Ziebura）は「2人の関係には最初からセックスが介在していたようだ」とする。2人は長年にわたり、いぼ痔やその他の疾患、性的な精力の問題などについて語ったかなり性的にあけすけな内容の書簡をやり取りしていたが、老境に入ると、身辺整理のためお互い相手に手紙を返却している。もう一人の腹心は主馬頭のディートリヒ・フォン・カイザーリンクだった。王の軍事顧問官は「フリードリヒとディートリヒ・フォン・カイザーリンクほど意気投合し相手思いの恋人同士を見たことがない」と書き残した。
1746年、フリードリヒは自分よりも同性愛傾向を隠していなかった弟のハインリヒ王子に向け、弟が年若い国王付き小姓「美男のマルヴィッツ（„der schöne Marwitz“）」のために嫉妬に苦しむという設定の滑稽な物語を記した手紙を送っている。ハインリヒ王子の寵児の1人で、王妃に侍従として仕えたエルンスト・アハスフェルス・ハインリヒ・フォン・レーンスドルフもまた、回想録の中でこの話について述懐している。王がポツダムから弟君に送った手紙の日付は1746年3月3日となっている、「お前の小さな恋人は非常によくやってくれている。このまま彼氏くんが行儀よくしてくれていれば、お前もすぐに彼と再会できることだろう。目下、彼氏くんは恋情に身を焦がし、お前に熱いキスの嵐を浴びせたいなどという哀歌を奏で始めているから、ようやくお前の気持ちに報いようとしてくれているのだろう。［彼との］愛を完遂するために、今は精力を温存しておいた方がいいだろう」。王はまた弟に、うっかり若い廷臣や士官に手を出すと淋病持ちだったりするから気をつけろ、と警告している。

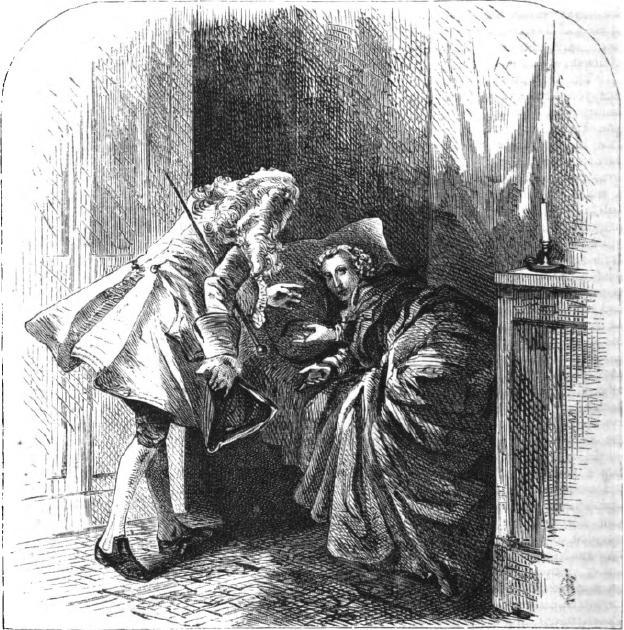
クレーフェ公領のモイラント城で行われたフリードリヒと哲学者ヴォルテール（画中左）の最初の出会いを描いた漫画

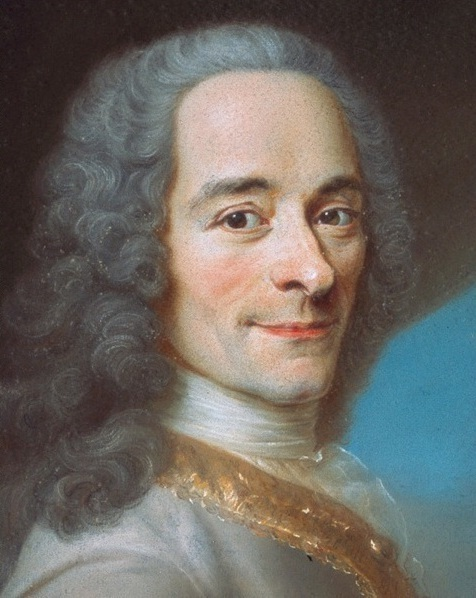
ヴォルテール、ラ・トゥール画、1736年頃

フリードリヒは王位継承直後、フランスの哲学者ヴォルテールを自分の手許に置こうとポツダムに呼び寄せた。この頃のヴォルテールはちょうど創作面で行き詰まっていたため、この招聘に喜んで応じ、ポツダム（のちにベルリン）に借家を得るまでのごく短期間、ポツダム市街宮殿で王のそば近くに暮らした。2人の文学的な文通と友情は50年近くの長きにわたったが、初めは戯れの恋として始まり、後に知的刺激を相互に与え合う関係へと変化した。ヴォルテールは王の許に向かう直前、王の論文『マキャヴェリ駁論』をアムステルダムで販売・流通させて王の著作をベストセラーにしたばかりであった。ヴォルテールは時折、若い男性との同性愛行為に走っていることを批判されており、2人の間に性的な結びつきが全く無かったという保証はない。この点は最も議論が喧しいのだが、肝心の恋人関係の論拠となるものが、熱烈な親愛の情を示し合うのが当時の一般的慣習であった書簡のやり取りだったりするため、真面目に検証されている状況ではない。ヴォルテールの（どちらかといえば不器量な）容姿が王を引き付けることはなかったであろうが、ヨーロッパ全土に聞こえたその知性に惹かれることはあり得た。フリードリヒは早くからその才能を見抜き、彼に自身の名声に寄与してほしいと願うほどだったのだから。フリードリヒは欧州随一の知識人をそばに置くことで自らの名声をより輝かせようとしていた。また王はフランス語でのウィットに富んだ会話を好み、さらに哲学者たちは王立アカデミーの振興だけでなく王宮の晩餐テーブルの興にも貢献すべきだと考えていた。王の晩餐テーブルは、父王のタバコ会議と同様、常に男性のみが同席することになっていた。
フリードリヒはヴォルテールをその主唱者とする啓蒙主義運動の熱烈な信奉者であり、同運動の対象には同性愛行為を犯罪と定める法制の廃止も含まれた。フリードリヒは反同性愛法の撤廃は実施しなかったものの、父王とは違い、同性愛者に対する死刑執行命令書に署名することは一度もなかった。はるか以前の1725年、ヴォルテールはソドミーの嫌疑で収監されたアベ・デフォンテーヌの釈放に尽力し、感謝されたことがあった。その後、ヴォルテールは著書『哲学辞典』（1752年刊）に「ソクラテス流儀の愛」という項目を立て、同性愛関係を持った歴史上の人物の一覧を掲載している。そして同項目の最後は次のように締めくくられる、「つまり、もはやいかなる文明的な国家も、以上のような［同性愛的な］行為を禁じる法律を定めるべきではない（«Enfin je ne crois pas qu’il y ait jamais eu aucune nation policée qui ait fait des lois contre les mœurs»）」。
ところがしばらくすると、ヴォルテールが一緒にやっていくにはひどく気難しい人物だということがフリードリヒにも分かってきた。ヴォルテールは国王の友人たちとしばしば口論になり、王を苛立たせた。仲の悪いプロイセン科学アカデミー会長モーペルテュイを痛烈に個人攻撃するヴォルテールのパンフレット『アカキア博士の憤怒（Le Diatribe du Docteur Akakia）』の出版にはさすがに王も激怒し、パンフレットの公開焼却とヴォルテールの自宅軟禁を命じ、これを機にヴォルテールはプロイセンを去った。ヴォルテールは王が（脅迫を恐れて）自分を呼び戻そうとする材料になることを期待して、出国時にフリードリヒが書いた他国の君主に関する諷刺詩文を持ち出した。フリードリヒは配下の密偵を派遣してフランクフルト・アム・マインでフランスに戻る途中のヴォルテールを捕え、詩文を返却させた。この挿話は「恋人同士の喧嘩」と呼ばれており、フリードリヒとヴォルテールの仲はこれを機に冷却した。
ヴォルテールは1759年に刊行した回想パンフレットの中で、ポツダム時代の王との喧嘩や1753年のフランクフルトでの屈辱的な収監事件に対する復讐をしようと、フリードリヒに対する悪意と背信に満ちた中傷行為を行った。パンフレットにはプロイセン王が数多くの廷臣たちを相手に同性愛行為に溺れる様子を揶揄する記述が次々に登場し、その中にはバレエ観劇では王の視線は男性ダンサーの長い脚にくぎ付けであるとか、フレーダースドルフは「王をその気にさせるためにあの手この手を使って」奉仕しているといった、危険なまでに詳細な描写が伴っていた。ゲーテは、このパンフレットを読んで不快に感じ、「暴露本の完全な典型例だ」としている。この回想の中で、ヴォルテールはフリードリヒの同性愛行為の相手が王の最側近の人々で構成されていることを丹念に説明している。例えばこんな描写がある：「国王陛下が着飾ってブーツを履くと、［側仕えの］禁欲主義者たちは一時だが快楽主義者の集団に変貌する。王は2、3名のお気に入りを召し出すが、［選ばれるのは］近衛連隊の少尉、小姓、［護衛の］ハイドゥク兵あるいは士官学校生からと決まっている。彼らはコーヒーを振る舞われる。面前にハンカチを投げ落とした意中の若者と王は2人きりで消え、15分ほどして戻って来る」。この回想パンフレットの原稿は後に盗難に遭い、ヴォルテールの死後1784年になって、その海賊版の抄録が『プロイセン国王の秘めたる生活』という題でアムステルダムにて出版されている。公には、フリードリヒはこの暴露に気づかないふりを通した。しかし、王はこの暴露本のフランスでの流通を阻止し、さらに他国への流出を食い止めようとした。
結局、両者は文通を再開し、互いに相手への非難を蒸し返したりもするが、最終的にヴォルテールが死ぬまで2人は友好的なやり取りを続けた。

## 著作、及びホモエロティックな芸術作品に対する偏愛

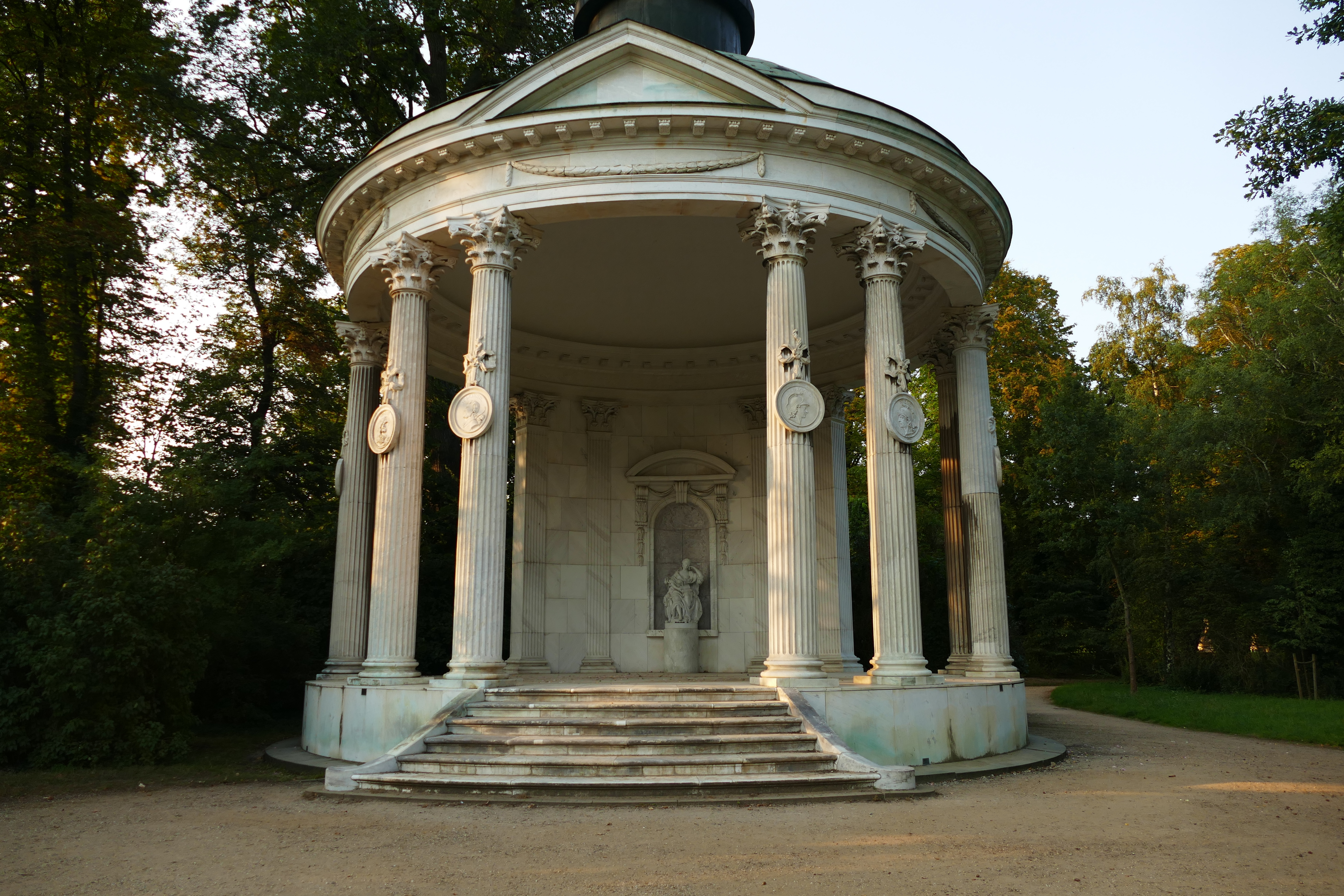
フリードリヒがサンスーシ庭園内に建立した友情の殿堂

1739年、フリードリヒはヴェネツィア出身の両性愛の哲学者フランチェスコ・アルガロッティと出会い、お互い熱烈に慕い合うようになった。フリードリヒは彼に伯爵位を授けようとすらした。北欧人は情熱に欠けているとアルガロッティに吹っ掛けられたフリードリヒは、『ラ・ジュイサンス（La Jouissance）』という題の性愛詩を執筆した。題の意味は曖昧だが「喜悦」あるいは「性的絶頂」を指すと思われ、内容としてはアルガロッティをモデルにしたと思われる人物が「クロリス」なる女性との肉体関係で性的な興奮と悦楽を得る様子が綴られている。とはいえフリードリヒ研究者の中にはそのようなオーソドックスな解釈を否定する者もいる。この詩の描く情交はフリードリヒとアルガロッティのそれであり、「クロリス」は「フリードリヒの白鳥［詩人］姿」として理解されるべきものであるというのである。フリードリヒはこれと同じような詩を書いていった。例えば、4編で構成される英雄滑稽詩 『ル・パラディオン（Le Palladion）』（1749年）は、読み手であるクロード・エティエンヌ・ダルジェ（Claude Étienne Darget）の男色の性愛遍歴が描かれ、次のような涜神的なくだりが現れる：「英明なる聖ヨハネよ、そなたの考えはいかに／彼がイエスをベッドに誘い込みモノにする方法とは／さすれば彼は自分のガニュメデス［同性の恋人］が誰かを悟るということに、そなたは気づかぬか」。他の詩でも、王はユリウス・カエサルを「全ローマ人の妻」と呼ぶなどしている。ところが、『ラ・ジュイサンス（La Jouissance）』を含めすべての詩文が、フリードリヒがホモエロティックな芸術表現に傾倒していることをはっきり示しているにもかかわらず、フリードリヒ自身が同性愛関係を持ったことを明かす部分は一つとしてない。

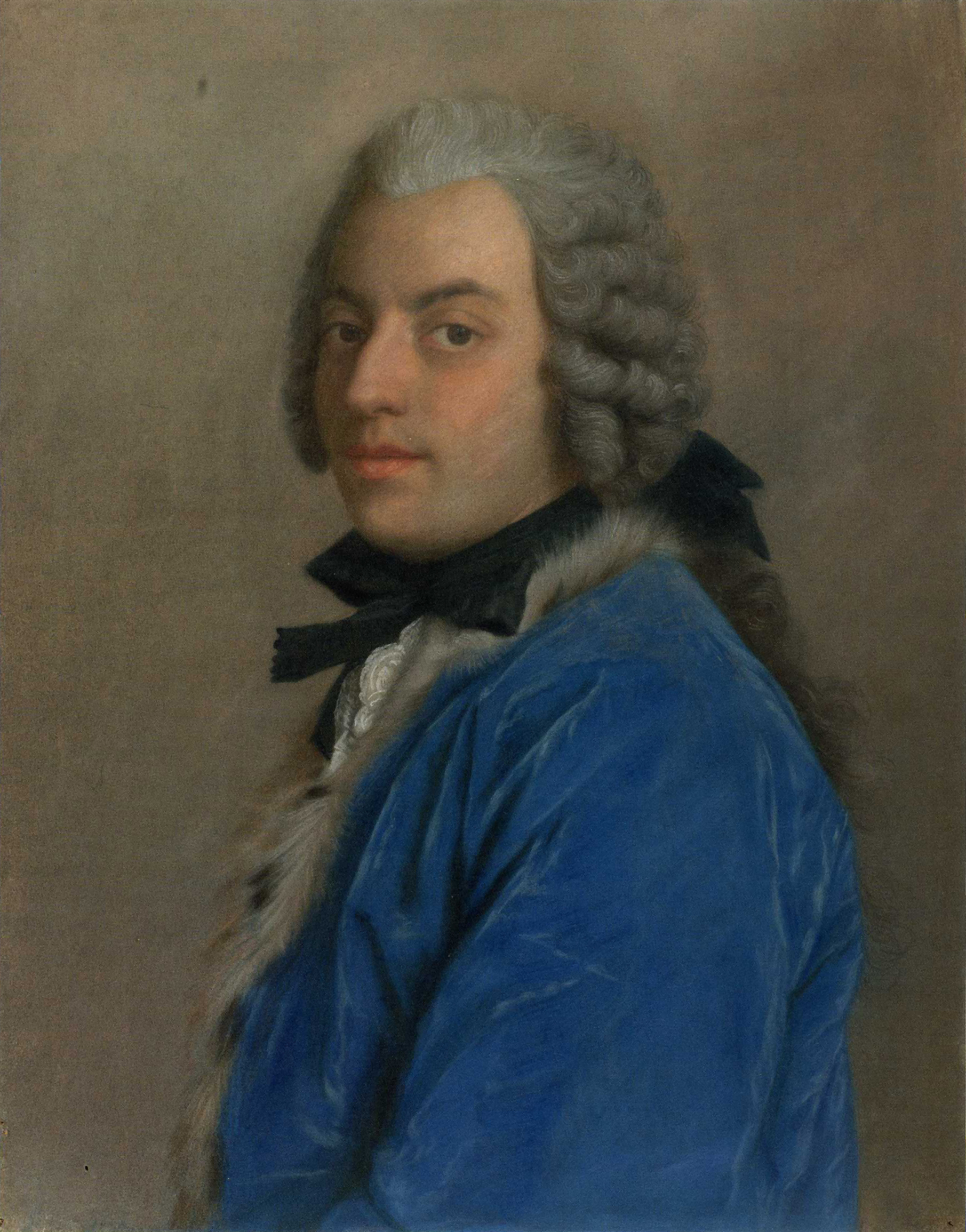
アルガロッティ

フリードリヒはまた、自身のホモセクシュアルな関係を求める欲望を反映した美術作品で宮殿を満たした。サンスーシ庭園内の友情の殿堂（1758年に死んだ姉ヴィルヘルミーネを悼んで建造された）は、古代ギリシャの男性同士の友愛を称賛する、オレステースとピュラーデスの肖像などのシンボルで飾られた。ポツダム新宮殿には、サンスーシ宮殿の1階にあるのと同様に美術品陳列室として大理石ホールが設けられたが、ホールの天井にはシャルル＝アンドレ・ヴァン・ローの手によるフレスコ壁画『オリュンポスの神々に紹介されるガニュメデス』が配された。これはフリードリヒの伝記作家の1人に言わせれば「王の最大規模の宮殿の最大の部屋にある最大のフレスコ画」であった。1747年、王は『祈りを捧げる少年』と呼ばれる古代のブロンズ製の男性裸像を入手したが、彼はこの像をローマ皇帝ハドリアヌスの寵童とされるアンティノウスを模ったものと考えていた。考古学者でドイツ語圏におけるギリシャ崇拝の草分け、そして幾分オープンな同性愛者でもあったヨハン・ヨアヒム・ヴィンケルマンは、1752年にポツダムを訪れ次のように書いている：「ここポツダムにはアテネとスパルタが息づいている。私の心はあの神々しい王に対する尊崇の念でいっぱいだ」、さらに、「この地で私は今までにないほど旺盛に肉欲を満たした」。
コリンの戦いでの敗北後、フリードリヒは手紙に次のように書いている：「"La fortune m'a tourné le dos....[E]lle est femme, et je ne suis pas galant."」。これは次のように翻訳できる、「幸運の神は私の手中に入った。この神は女で、私はそんなやり方には向かないのだが」。 「"je ne suis pas galant"」という原語の語句はやや曖昧である。「私は（女性の）恋人／求愛者にはならない」という意味を含ませている可能性を否定できないが、同性愛的な含意を読み取ろうとしなければ、「私は武勇には秀でていない」くらいにもとれる。

## 同時代人の論評
「父フリードリヒ・ヴィルヘルム王は自分の長男を『男色者』『おかま』と呼んでいた」と、伝記作家ヴォルフガング・ブルクドルフは書いている。ブルクドルフはフリードリヒに関する伝記の中で、「ゲイのフリッツ」の同性愛関係について大まかにまとめている。フリードリヒの存命中、欧州の上流社会に属する者の大半が大王は同性愛者だと考えていた。ヨハン・ゲオルク・ツィンメルマンによれば、「プロイセンの宗務参事官ブーシング氏が言うには、フリードリヒは『女性に対する嫌悪のために』、『官能的な歓び』を得る多くの機会を失った。『しかし王は男性との性愛によって性的不毛を補った。それはソクラテスがアルキビアデスを熱愛したという哲学史の挿話を想起させる類のものである』。ブーシング氏のみならず、ヴォルテール、ラ・ボーメル、ショワズール公爵など、おびただしい数のフランス人とドイツ人、フリードリヒ王自身の友人と敵対者のほぼ全員、欧州全土のほぼ全ての君主や貴顕、そして王自身の召使ですら、そして晩年の王に仕えた腹心や友人ですらも、王はソクラテスがアルキビアデスにしたような愛し方をしただろうと憶測した」。

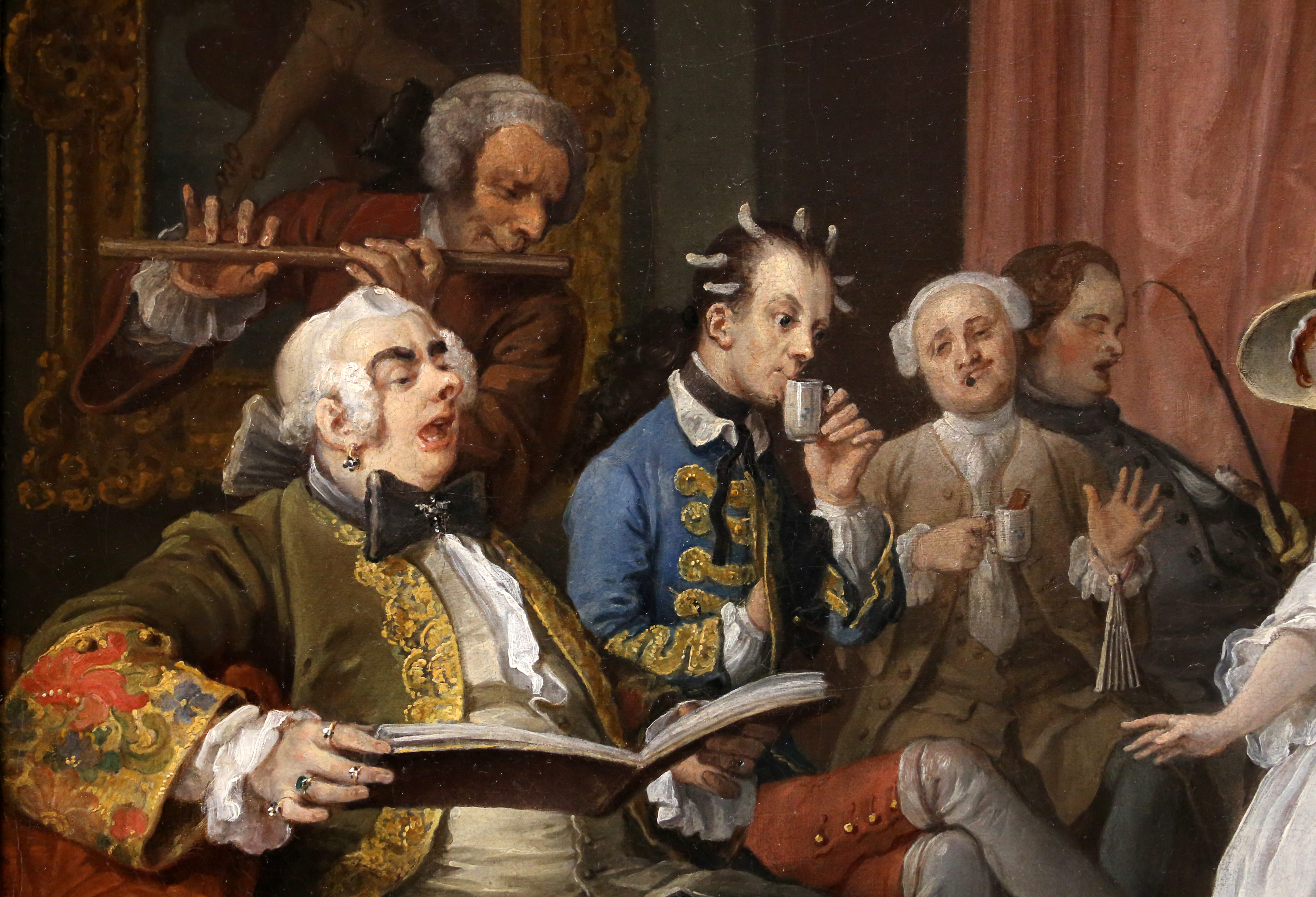
ホガースの連作『当世風の結婚』第4場面「化粧の間」部分

王の「愛」に関する言説に関しては他にも、オーストリアの著述家ヨーゼフ・リヒターがフリードリヒ大王について次のように評したものが残る：「普通のセックスに対する興味が全くなく…その無聊をソクラテス流の愛で満たしていると信じられている。淫奔な性生活への欲望を抑え込むべきなのにそうできず、王は通常なら婦人に対してなすべき行為を、今や自分の小姓に対して行い、欲望にはけ口を与えてしまった」。ジャコモ・カサノヴァはその回想録『我が生涯の物語』の中で、「第1ポツダム近衛歩兵大隊の隊員は皆、腰に金製懐中時計の鎖をぶら下げている。これは彼らが勇気を奮って王を組み敷いたことに対する褒賞である。はるか昔、カエサルがビテュニアでニコメデス王を組み敷いたように。これは公然の秘密である」。フリードリヒはポツダム滞在中、サンスーシ宮殿で男性だけの取り巻きに囲まれて大部分の時間を過ごした。このためフリードリヒの存命中、「ポツダム」という言葉は欧州各国で男色の宮廷人を意味する隠語として使われた。また、ウィリアム・ホガースの連作絵画『当世風の結婚（マリッジ・ア・ラ・モード）』の第4作「化粧の間」に登場する、男色相手の美少年ガニュメデスを鷲に変身したゼウスが誘拐するというギリシャ神話の挿話を描いた絵画の隣に立っているフルート奏者は、フリードリヒ大王を風刺的に表現した人物の可能性がある。そしてもしこの説の通りならば、フリードリヒが同性愛者であるという事実は、早くも1744年には公衆に対して暴露されていたことになる。
その一方、フリードリヒが自分の妻を敬遠し軽んじることを示す発言は、王の口から出るたびに欧州中の宮廷の噂になっていた。七年戦争が終結したばかりの1763年、王は6年ぶりに王妃と対面したが、夫が妻にかけた言葉はこれだけだった：「マダム、少しお太りになりましたね」。そして彼はすぐさま自分を待っている妹たちの所へ足早に去っていった。
フリードリヒが同性愛者だという論評に揺さぶりをかけるのが、先に登場したフリードリヒの侍医ヨハン・ゲオルク・ツィンメルマンの、王は勃起不全であったと確信しているという主張である。侍医は王が1733年に淋病治療のための病変の切除手術を受けた際に性器に小規模な欠損が生じたことで、性行為が不可能となったと判断した。ツィンメルマンによると、フリードリヒは、男性と性行為をしているという評判が立ったとしても、生殖能力や性的能力を失ったことが明るみに出る方が不名誉と考え、男性同性愛者を装ったのだという。この説明は伝記作家ヴォルフガング・ブルクドルフに言わせれば疑わしい限りで、ブルクドルフは「フリードリヒは女体に生理的嫌悪を催すがために…女性とベッドを共にできなかったのだ」とする。フリードリヒの遺体の埋葬に際しその検視を行った外科医師ゴットリープ・エンゲル（Gottlieb Engel）は、ツィンメルマンの主張に憤慨して次のように報告している、王の生殖器は「完全に正常で欠損はなく、すべての健康な男性のそれと何も変わらない」。

## 後世への影響と歴史的評価
フリードリヒの同性愛を語ることは、王の死後数百年にわたりアカデミックな歴史学者たちによってタブー視され拒絶されてきた。1921年、アマチュア歴史家でもある外科医師ガストン・フォアベルクが発表したエッセイでは、フリードリヒのセクシュアリティについて生前に様々な噂があったことを明らかにしたものの、最終的に王を異性愛者だと断言して終わっている。例えば、ヴォルテールによる悪意に満ちた証言は純粋に怨恨から発せられたもので、証言の内容に真実が含まれていた可能性は一顧だにされていない。その他、現代においても、ドイツ近世史研究の第一人者ヨハネス・クーニッシュなどはフリードリヒのホモセクシュアリティを示唆する史料の中で「真面目に取り扱うべき物証となるものは皆無」であり、フリードリヒの人柄のうちの「（切り取られた）一面」を攻撃する大王の同時代人たちの証言は、多分に「（事実を歪曲した）政治弾劾」的なものであると断定した。そして王が同性愛者でなかった証拠として、フリードリヒが王太子時代、バレリーナのバルバラ・カンパニーニとデートしていたという事実を挙げるなどしている。クーニッシュにとっては、フリードリヒが同性愛という言葉でしか説明できないような言動をしていたとしても、それはあくまでも性的不能を隠すなど、他の何かなのである。戦後生まれの近代史家フランク＝ローター・クロルは、フリードリヒの性愛は、はっきりとした同性愛者だった弟のハインリヒのそれのようには、王の人生において大して重要な意味を持たなかったと論じる。クロルはフリードリヒ大王の人生における行動は男性原理によって決定づけられており、彼を弟のハインリヒと同列に扱うべきでないとした。
拒絶的・否定的な態度をとらないその他の歴史家は、同性愛者の君主を戴くことは不名誉なことであるという固定観念に基づき、そこら中に残されている状況証拠を故意に無視してきたように見える。まるでフリードリヒの同性愛が彼の歴史的な偉大さを萎ませてしまうことを恐れているかのようである。こうした態度は歴史研究において数百年にわたって続いてきたもので、現代人の伝記などにおける記事や主題においても、ごく当たり前に機能している。
対照的に、フリードリヒのホモセクシュアリティはヴァイマル共和国期の最初期の同性愛運動によって肯定され、彼らは王を自分たちの立場を守る保護膜として利用し、また同性愛者でありながら統治者の役目を全うしたことを称賛した。トーマス・マンは第一次世界大戦の始まった1914年の年末に発表したエッセイ「フリードリヒと偉大な同盟」においてこうした視点を先駆的に提示した。マンはフリードリヒの軍事における男性的な統率力と、文筆における「女の腐ったような」懐疑論を拠り所とする含蓄に満ちた女性的な文章表現とを対比した。ガストン・フォアベルクが大王の性指向について下した結論は、別のアマチュア歴史家のフェルディナント・カルシュによってゲイ雑誌『ディー・フロイントシャフト』誌上で徹底的に批判された。1931年、ゲイ活動家のリヒャルト・リンザートは著書『陰謀と愛：政治と性生活』の中で、フリードリヒとそのセクシュアリティについての議論に9ページを割いた。1937年、詩人のヨッヘン・クレッパーは、『父：兵隊王の物語』を出版し商業的成功を収めた。同書はフリードリヒ・ヴィルヘルム1世と息子フリードリヒ大王の悲劇的な父子相克の真相を描こうとしたものだったが、息子の同性愛指向については仄めかされているだけである。クレッパーは父王の規律・秩序・決断を重んじる価値観が、王太子の女性的な性向を明るみに出してしまったと結論付けた。この結論は毎度のことだが、一般的なフリードリヒ大王に関する歴史的評価と矛盾のないようにうまく都合が付けられた。すなわち大王は結局は父王の持っていた価値観を自らも具えていたことが明らかになり、父王の育てた強力な国軍を率いて、周縁部の後進農業国プロイセンを欧州列強の一員へと伸し上げることに成功する、という物語へと収斂していくのである。
このテーマに関する今日の研究は、王が同性愛傾向を持っていたかどうかという表面的な問いをより深く掘り下げようと試み、王の人生を左右したであろうこの性向が与えた影響とそれがもたらした結果について正確に分析しようと試みている。大王の伝記作家ヴォルフガング・ブルクドルフは次のように推論する：粗野で癇癪持ちの父親による虐待と公の場における日常的な辱めを受けた結果、フリードリヒは極端に軟弱で女性的になり、父王はますます息子を後継者として不適格だと考えるようになった。失望した父が息子に恋人の処刑を見せつけ、自殺すべきだと息子を問い詰めたことは、国王となった後のフリードリヒの大胆な政治行動に何らかの影響を与えた。戦争好きの英雄的な王は、自分が本当はタフガイであることを死んだ父親に認めさせたかったのである。